# Mikkelin Palloilijat
Mikkelin Palloilijat – fiński klub piłkarski z siedzibą w mieście Mikkeli.

## Osiągnięcia
- Puchar Finlandii: 1970, 1971
- Wicemistrz Finlandii (3): 1970, 1972, 1991
- Mistrzostwo Młodzieżowej Ligi Orlika: 2013

## Historia
Klub MP założony został w 1929 roku. W pierwszej lidze klub zadebiutował w 1966 roku. W 1970 MP osiągnął pierwsze poważne sukcesy na arenie krajowej - wicemistrzostwo Finlandii oraz zdobycie Pucharu Finlandii. Sukces w pucharze pozwolił klubowi zadebiutować w europejskich pucharach - w Pucharze Zdobywców Pucharów w sezonie 1971/72. Pierwszym przeciwnikiem okazał się zdobywca Pucharu Turcji, klub  Eskişehirspor. Po remisie 0:0 u siebie drużyna fińska przegrała 0:4 i do dalszych gier awansował klub turecki. W 1972 MP po raz drugi został wicemistrzem Finlandii.
Kolejny krajowy puchar pozwolił na drugi z rzędu występ na europejskiej scenie - w Pucharze Zdobywców Pucharów w sezonie 1972/73. Tym razem MP trafił na wyżej notowanego rywala - Carl Zeiss Jena z NRD. Pierwszy mecz w Jenie zakończył się wysoką porażką 1:6. U siebie drużyna fińska odniosła pierwsze, historyczne zwycięstwo w europejskich pucharach, pokonując zespół Carl Zeiss 3:2. Nie wystarczyło to jednak do awansu.
Następnie jako wicemistrz MP wystąpił w Pucharze UEFA 1973/74, gdzie znów w pierwszej rundzie trafił na Carl Zeiss. Rewanż zupełnie się nie udał, gdyż drożyna z NRD wygrała oba spotkania po 3:0.
W kolejnych latach klub spisywał się słabiej, zajmując miejsca w dole tabeli. Nie udało się też uniknąć krótkotrwałych spadków (w latach 1977, 1981 i 1984). Ostatnim poważnym osiągnięciem był trzeci tytuł wicemistrza Finlandii zdobyty w 1991 roku. Po blisko 20 latach MP znów zagrał w europejskich pucharach - w Pucharze UEFA w sezonie 1991/92. Znów odpadł w pierwszej rundzie, tym razem dwukrotnie pokonany przez Spartak Moskwa.
Trzeci występ klubu w Pucharze UEFA w sezonie 1992/93 jest jak dotąd ostatnim udziałem drużyny MP w europejskich pucharach. Także i tym razem drużyna fińska została wyeliminowana już przez pierwszego rywala - duński klub FC København wygrał z MP oba mecze zdobywając łącznie 10 bramek, przy jednej straconej w rewanżowym meczu w Mikkelen.
Później klub grał coraz słabiej, aż w końcu w 1996 zajął ostatnie 12 miejsce i spadł do II ligi po przegranych barażach. Jak dotąd MP nie zdołał powrócić do I ligi.
W latach 2004–2006 klub grał w drugiej lidze (Ykkönen), po czym spadł do trzeciej ligi (Kakkonen). Obecnie występuje w Ykkösliiga czyli na drugim poziomie rozgrywkowym w Finlandii.

## Europejskie puchary
Legenda do wszystkich tabel:
- Q – runda eliminacyjna, 1/16, 1/8, 1/4, 1/2 – odpowiednia faza rozgrywek, Grupa – runda grupowa, 1r gr – pierwsza runda grupowa, 2r gr – druga runda grupowa, F – finał, R – runda, PO – play-off
- k. – rzuty karne, los. – losowanie, Dogr. – dogrywka, w. – zasada bramek strzelonych na wyjeździe

| Sezon   | Rozgrywki                 | Runda | Przeciwnik      | Dom | Wyjazd | Ogólnie |
| ------- | ------------------------- | ----- | --------------- | --- | ------ | ------- |
| 1971/72 | Puchar Zdobywców Pucharów | 1R    | Eskişehirspor   | 0–0 | 0–4    | 0–4     |
| 1972/73 | Puchar Zdobywców Pucharów | 1R    | Carl Zeiss Jena | 3–2 | 1–6    | 4–8     |
| 1973/74 | Puchar UEFA               | 1R    | Carl Zeiss Jena | 0–3 | 0–3    | 0–6     |
| 1991/92 | Puchar UEFA               | 1R    | Spartak Moskwa  | 0–2 | 1–3    | 1–5     |
| 1992/93 | Puchar UEFA               | 1R    | FC København    | 1–5 | 0–5    | 1–10    |